# Блакитна небезпека
«Блакитна небезпека» (фр. Le Péril Bleu) — науково-фантастичний роман 1910 року французького письменника Моріса Ренара. Поєднує також жанри детектив і твір жахів. Інші варіанту перекладу назви твору «Блакитна загибель», «Синя загроза».

## Сюжет
Події відбуваються в французькій гірській області Юра. Тут починають зникати люди та тварини. Тривалий час відбувають пошуки людей та дослідження причини цього явища. Згодом з'ясовується, що людей викрадають дивні істтоти («сарванти»), що мешкають у верхній шарах атмосфери, на висоті 15000 м над рівнем моря. Вони досліджують людей, ловлячи їх наче рибу.
Сарванти розчленяють та досліджують людей, потім виставляють їх у музеї. Деякі частки тіл викидають поза існування сарвантів, які знаходять люди на Землі. Причинами таких дій є те, що сарванти вважають людей небезпечними й шукають засоби протидії.
В свою чергу французькі військовики захоплюють судно сарвантів й в свою чергу їх досліджують. Виявляється, що сарванти є расою комахоподібних істот, які здатні рокладатися на частини, які в свою чергу можуть поєднуватися між різними особинами.
Зрештою в результаті встановлення спілкування науковців з сарвантами, останнім доведено, що люди не становлять загрози, наділені розумом. Водночас сарванти дізналися, що люди страждають під час розчленування на відміну від сарвантів. В результаті наступив мир та завершення дослідів над людьми.